# Исраилов, Умар Шарпуддиевич
Умар Шарпуддиевич Исраилов (1981 — 13 января 2009) — участник второй чеченской войны на стороне ЧРИ и позднее сотрудник охраны Рамзана Кадырова, получивший известность как критик Кадырова. 13 января 2009 года Исраилов был убит в Вене, где просил политического убежища.

## Биография
Умар Исраилов родился в Мескер-Юрте. По его словам, в 1995 году, когда ему было 13 лет, его мать погибла от огня российских военных в ходе Первой чеченской войны. В 1999 году Исраилов присоединился к лагерю повстанцев у Курчалоя. В ходе Второй чеченской войны он оказывал помощь повстанцам, а затем покинул дом и присоединился к одному из отрядов. 15 апреля 2003 года его арестовали кадыровские силовики.
По утверждению Исраилова, несколько месяцев его удерживали сначала в Гудермесе, а затем в тайной тюрьме в родовом селе Кадырова Центарое. В это время его и других задержанных подвергали пыткам и требовали признаться в убийствах. В пытках и казнях, как заявлял Исраилов, участвовал и лично Рамзан Кадыров, в то время — начальник охраны своего отца и президента Чечни Ахмата Кадырова.
Летом 2003 года Исраилов получил предложение поступить на службу к Кадырову. Он служил охранником, а в 2004 году его перевели в милицию в родное село. В конце года Исраилов с женой по поддельному паспорту уехал в Белоруссию, а оттуда — в Польшу, где запросил убежища. Позже Исраилов перебрался в Австрию и получил убежище там. Отец Исраилова Шарпудди, которого после побега Умара удерживали в заточении десять месяцев, смог выехать в Норвегию.
Умар и Шарпудди Исраиловы обращались с заявлениями о похищениях и пытках в Генеральную прокуратуру РФ. В 2006 году Умар Исраилов подал заявление в Европейский суд по правам человека, обвинив Кадырова и его подчинённых в пытках и внесудебных казнях. В заявлении он описал и события, которые наблюдал, уже входя в охрану Кадырова. По процедурным причинам (один из запросов суда не был получен заявителем) заявление Исраилова осталось нерассмотренным.
В июне 2008 года австрийским властям сдался чеченец Артур Курмакаев (настоящая фамилия Денисултанов), который рассказал, что по заданию Кадырова встречался с Исраиловым в Вене, чтобы убедить того вернуться в Россию и отозвать жалобу из Страсбурга. Когда Исраилов отказался, Курмакаев получил указание устранить его, которое не выполнил.

## Убийство
Днем 13 января 2009 года Исраилов выходил из венского супермаркета, когда увидел двух вооружённых людей. Он бросился бежать, но был застрелен. Высказывались предположения, что целью злоумышленников было похищение Исраилова, а убит он был, когда похищение сорвалось.
1 июня 2011 года австрийский суд вынес приговор трём проживавшим в Австрии чеченцам, которые обвинялись в убийстве Исраилова, — Отто Кальтенбруннеру (наст. имя Руслан Эдилов), Муслиму Дадаеву и Турпал-Али Ешуркаеву. Предполагаемый организатор Кальтенбруннер был приговорён к пожизненному заключению, Дадаев — к 19 годам, Ешуркаев — к 16. Ещё один чеченец, Леча Богатыров, которого считали непосредственным исполнителем убийства, смог вернуться из Австрии в Чечню сразу после убийства.
Также австрийские прокуроры считали заказчиком похищения и убийства непосредственно Рамзана Кадырова (в том числе они обнаружили совместные фотографии Кадырова и Отто Кальтенбруннера). Но запросы в Россию о допросе Богатырова и Кадырова остались без ответа, формальные обвинения им не предъявлялись.